# Brücken (bei Birkenfeld)
Brücken ist eine Ortsgemeinde im Landkreis Birkenfeld in Rheinland-Pfalz. Sie gehört der Verbandsgemeinde Birkenfeld an.

## Geographie

### Lage
Brücken liegt am Traunbach am Schwarzwälder Hochwald im Hunsrück. Rund 63 Prozent der Gemarkungsfläche sind bewaldet. Auf der Gemarkung Brücken entspringt am Friedrichskopf der Allbach, der im Oberlauf den Namen Königsbach trägt.
Die Gemeinde gliedert sich in die Ortsteile Brücken und Traunen. Zur Gemeinde gehört neben den beiden Ortsteilen auch der Wohnplatz Friesenhof.
Bei Brücken, Traunen und Achtelsbach lag einst die Wüstung Hinzhausen.
Brücken ist eine Nationalparkgemeinde im Nationalpark Hunsrück-Hochwald.

### Klima
Der Jahresniederschlag beträgt 1021 mm.

## Geschichte
Traunen wurde 1256 erstmals urkundlich erwähnt, Brücken im Jahr 1374.
Bis zum Ende des 18. Jahrhunderts war die heutige Gemeinde geteilt, Brücken gehörte zur Hinteren Grafschaft Sponheim, Traunen zum Herzogtum Pfalz-Zweibrücken.
Im Jahr 1794 wurde das Linke Rheinufer von französischen Revolutionstruppen eingenommen. Von 1798 bis 1814 gehörten Brücken und Traunen zum Kanton Birkenfeld im Saardepartement. Aufgrund der auf dem Wiener Kongress (1815) getroffenen Vereinbarungen kam die Region 1817 zum oldenburgischen Fürstentum Birkenfeld. Die Gemeinde Brücken war der Bürgermeisterei Birkenfeld im Amt Birkenfeld zugeordnet, die Gemeinde Traunen der Bürgermeisterei Achtelsbach im Amt Nohfelden. Von 1918 an gehörten beide Orte zum oldenburgischen „Landesteil Birkenfeld“. Der heutige Ortsteil Traunen wurde 1934 nach Brücken eingemeindet. Die Gemeinde Brücken kam 1937 zum preußischen Landkreis Birkenfeld, seit 1946 ist sie Teil des Landes Rheinland-Pfalz.
Bevölkerungsentwicklung
Die Entwicklung der Einwohnerzahl von Brücken bezogen auf das heutige Gemeindegebiet; die Werte von 1871 bis 1987 beruhen auf Volkszählungen:

Einwohnerentwicklung von Brücken von 1815 bis 2017 nach nebenstehender Tabelle

| Jahr | Einwohner |
| ---- | --------- |
| 1815 | 363       |
| 1835 | 602       |
| 1871 | 603       |
| 1905 | 675       |
| 1939 | 784       |
| 1950 | 909       |
| 1961 | 980       |

| Jahr | Einwohner |
| ---- | --------- |
| 1970 | 987       |
| 1987 | 1.095     |
| 1997 | 1.243     |
| 2005 | 1.266     |
| 2011 | 1.231     |
| 2017 | 1.189     |

## Politik

### Gemeinderat
Der Gemeinderat in Brücken besteht aus 16 Ratsmitgliedern, die bei der Kommunalwahl 2024 in einer personalisierten Verhältniswahl gewählt wurden, und dem ehrenamtlichen Ortsbürgermeister als Vorsitzendem.
Die Sitzverteilung im Gemeinderat:
| Wahl | SPD | CDU | WGR | Gesamt   |
| ---- | --- | --- | --- | -------- |
| 2024 | 4   | 3   | 9   | 16 Sitze |
| 2019 | 4   | 3   | 9   | 16 Sitze |
| 2014 | 5   | 4   | 7   | 16 Sitze |
| 2009 | 6   | 2   | 8   | 16 Sitze |
| 2004 | 4   | 3   | 9   | 16 Sitze |

### Ortsbürgermeister
Seit 1946 gibt bzw. gab es vier Ortsbürgermeister:
- 1946 – 1949: Adolf Schöpfer
- 1949 – 1974: Johann Mörsdorf
- 1974 – 2019: Karl-Otto Engel
- 2019 – 0000: Marc Arend

Marc Arend trat sein Amt am 16. August 2019 an. Bei der Direktwahl am 26. Mai 2019 war er mit einem Stimmenanteil von 55,12 % für fünf Jahre gewählt worden. Bei der Direktwahl am 9. Juni 2024 wurde er ohne Gegenkandidaten mit 84,2 % der Stimmen in seinem Amt bestätigt.

### Wappen
| Wappen von Brücken | Blasonierung: „Unter dreifach eingebogenem goldenem Schildhaupt schräglinks geteilter Schild, vorne rot-silbernes Schach, hinten in Schwarz ein wachsender rotbewehrter, -gezungter und -gekrönter goldener Löwe.“ |
| Wappen von Brücken | |

## Kultur und Sehenswürdigkeiten
Alljährlich findet in Brücken die Glockenkirmes statt, zu der auch Leute von außerhalb gerne kommen.
Bekannt ist in Brücken aber auch die Fastnachtsveranstaltung (Kappensitzung). Diese Feier erfreut sich solcher Beliebtheit, dass zwei Abende für die verschiedenen Darbietungen vorgesehen sind.
Siehe auch: Liste der Kulturdenkmäler in Brücken

## Wirtschaft und Infrastruktur
Es gibt eine Grundschule und einen Kindergarten. In diese Einrichtungen gehen auch Kinder aus den umliegenden Gemeinden. Außerdem gibt es in Brücken einen großen Festplatz, ein Dorfmuseum, ein Gemeinschaftshaus sowie eine Turnhalle. Der Fußballverein FC Brücken verfügt über einen Hartplatz und einen Rasenplatz, die direkt am Sportlerheim liegen. Die Gemeinde verfügt über eine Freiwillige Feuerwehr, die auch einen Beitrag in Form einer Jugendfeuerwehr zur Jugendarbeit leistet.